# Svartsjön
Svartsjön este o arie protejată (arie specială de conservare — SAC, sit de importanță comunitară — SCI) din Suedia întinsă pe o suprafață de 5 ha, integral pe uscat.

## Localizare
Centrul sitului Svartsjön este situat la coordonatele 60°07′25″N 18°37′00″E / 60.1236°N 18.6167°E.

## Înființare
Situl Svartsjön a fost declarat sit de importanță comunitară în ianuarie 1998 pentru a proteja 1 specie de plante. Situl a fost protejat și ca arie specială de conservare în martie 2011.

## Biodiversitate
Situată în ecoregiunea boreală, aria protejată conține 2 habitate naturale: Mlaștini împădurite, Mlaștini turboase de tranziție și turbării mișcătoare.
La baza desemnării sitului se află o specie protejată de  plante: Hamatocaulis vernicosus.